# Rajd Liège-Rome-Liège 1955
Rajd Liège-Rome-Liège 1955 (14. Liège-Rome-Liège) – 14. edycja rajdu samochodowego Rajd Liège-Rome-Liège rozgrywanego w Belgii. Rozgrywany był od 17 do 21 sierpnia 1955 roku. Była to ósma runda Rajdowych Mistrzostw Europy w roku 1955.

## Klasyfikacja rajdu
| Miejsce                      | Kierowca                     | Pilot                        | Samochód                     | Czas                         | Strata                       |                              |
| Klasyfikacja generalna i ERC | Klasyfikacja generalna i ERC | Klasyfikacja generalna i ERC | Klasyfikacja generalna i ERC | Klasyfikacja generalna i ERC | Klasyfikacja generalna i ERC | Klasyfikacja generalna i ERC |
| ---------------------------- | ---------------------------- | ---------------------------- | ---------------------------- | ---------------------------- | ---------------------------- | ---------------------------- |
| 1.                           | Olivier Gendebien            | Pierre Stasse                | Mercedes-Benz 300 SL W198 I  |                              | 0.0                          |                              |
| 2.                           | René Cotton                  | Jean-Louis Lemerle           | Mercedes-Benz 300 SL W198 I  |                              |                              |                              |
| 3.                           | Johnny Claes                 | Lucien Bianchi               | Lancia Aurelia B20 GT        |                              |                              |                              |
| 4.                           | Werner Engel                 | Heinz Straub                 | Mercedes-Benz 300 SL W198 I  | 1:00                         |                              |                              |
| 5.                           | Ken Richardson               | Christian Heathcote          | Triumph TR2                  | 1:00                         | +0                           |                              |
| 6.                           | Robert Leidgens              | Freddy Rousselle             | Triumph TR2                  | 1:00                         | +0                           |                              |
| 7.                           | Maurice Gatsonides           | Giuseppe Borelly             | Triumph TR2                  | 4:00                         | +3:00                        |                              |
| 8.                           | Willy Mairesse               | Maurice Desse                | Peugeot                      | 4:05                         | +3:05                        |                              |
| 9.                           | Guy Monraisse                | Jacques Feret                | Renault 4 CV 1063            | 5:12                         | +4:12                        |                              |
| 10.                          | Paul Condriller              | Jean Hebert                  | Renault 4 CV 1063            | 6:08                         | +5:08                        |                              |